# Angkatan 45
Per Angkatan 45 o Generazione del '45 in italiano, si intende un movimento letterario indonesiano. Vi aderirono giovanissimi scrittori dopo l'occupazione giapponese dell'Indonesia (all'epoca ancora facente parte delle Indie orientali olandesi) durata dal 1942 al 1945. Le opere di questi autori sono considerate come un rifiuto della letteratura giapponese, imposta nelle scuole dal governo occupante tramite il Keimin Bunka Shidōsho (啓民文化指導所, letteralmente "Centro di Illuminazione Culturale e Normativo", ma più correttamente "Istituto per l'Educazione delle Persone e l'Indottrinamento Culturale", in indonesiano: Poesat Keboedajaan).
Nel 1933, con la fondazione della rivista Pudjangga Baru (“Il nuovo scrittore”), una nuova generazione di intellettuali cominciò a discutere se l'Indonesia contemporanea dovesse seguire i valori tradizionali o accettare ed adeguarsi alle mode occidentali, con lo scopo di fondare una cultura moderna, ma genuinamente indonesiana. Questo discorso fu interrotto durante la Seconda Guerra mondiale, con l'occupazione giapponese nel 1942, che servì da punto di rottura per una generazione con il potere dei Paesi Bassi, una volta ritornate le forze coloniali olandesi nell'arcipelago. Con la rivoluzione nazionalista del 1945, passò in primo piano sulla scena letteraria una nuova generazione di giovanissimi autori, che pur avendo stili di scrittura diversi e pensieri spesso discordanti, erano accomunati da un fervido nazionalismo ed idealismo, professando un umanesimo universale. Principale esponente di questa corrente fu il poeta indonesiano Chairil Anwar.